# Aescwine z Esseksu
Aescwine z Esseksu (znany również jako Erkenwine, Æscwine lub Erchenwine) (ur. ?, zm. 587) – półlegendarny osadnik ze Starej Saksonii, który w 527 założył Królestwo Essex (terytorium pokrywające się ze współczesnym hrabstwem Essex w Anglii), stając się jego pierwszym królem.
Niewiele jest informacji o jego pochodzeniu i dokonaniach. Po raz pierwszy jego imię pojawia się w genealogii rodu królewskiego Essex, sporządzonego w IX wieku w Wesseksie. Jest tam napisane, że pochodził z rodu, którego założycielem był Saxnot – legendarny przywódca Anglosasów.
Panował w nowym królestwie aż do śmierci w 587, kiedy to na tronie zastąpił go syn – Sledda.